# Augochlora cyaneoviridis
Augochlora cyaneoviridis är en biart som beskrevs av William Harris Ashmead 1900. Augochlora cyaneoviridis ingår i släktet Augochlora och familjen vägbin. Inga underarter finns listade.